# Episodi de I Greens in città (seconda stagione)
La seconda stagione della serie animata I Greens in città è stata trasmessa negli Stati Uniti su Disney Channel  dal 16 novembre 2019 al 3 aprile 2021 e in Italia è stata pubblicata interamente il 26 gennaio 2022 su Disney +.
| nº | Titolo originale      | Titolo italiano                 | Prima TV USA      | Prima TV Italia |
| -- | --------------------- | ------------------------------- | ----------------- | --------------- |
| 1  | Cricket's Kapowie     | Cricket e la pubblicità         | 16 novembre 2019  | 26 gennaio 2022 |
| 1  | Car Trouble           | L'autorobot                     | 16 novembre 2019  | 26 gennaio 2022 |
| 2  | Urban Legend          | Leggende metropolitane          | 23 novembre 2019  | 26 gennaio 2022 |
| 2  | Wishing Well          | La fontana dei desideri         | 23 novembre 2019  | 26 gennaio 2022 |
| 3  | Elevator Action       | Paura in ascensore              | 30 novembre 2019  | 26 gennaio 2022 |
| 3  | Bad Influencer        | Cattivi influencer              | 30 novembre 2019  | 26 gennaio 2022 |
| 4  | Green Christmas       | Il Natale dei Green             | 7 dicembre 2019   | 26 gennaio 2022 |
| 5  | Reckoning Ball        | Resa dei conti                  | 14 dicembre 2019  | 26 gennaio 2022 |
| 5  | Clubbed               | L'amnesia                       | 14 dicembre 2019  | 26 gennaio 2022 |
| 6  | Impopstar             | Imp-pop-store                   | 11 gennaio 2020   | 26 gennaio 2022 |
| 6  | Football Camp         | Remy e il football              | 11 gennaio 2020   | 26 gennaio 2022 |
| 7  | Heat Beaters          | Caldo rovente                   | 18 gennaio 2020   | 26 gennaio 2022 |
| 7  | Bill-iever            | Bill e gli alieni               | 18 gennaio 2020   | 26 gennaio 2022 |
| 8  | Shark Objects         | Squali in agguato               | 25 gennaio 2020   | 26 gennaio 2022 |
| 8  | Dream Weaver          | Il sussurra sogni               | 25 gennaio 2020   | 26 gennaio 2022 |
| 9  | Level Up              | Livello successivo              | 1 febbraio 2020   | 26 gennaio 2022 |
| 9  | Wild Side             | Il lato selvaggio               | 1 febbraio 2020   | 26 gennaio 2022 |
| 10 | Garage Tales          | I racconti del garage           | 8 febbraio 2020   | 26 gennaio 2022 |
| 10 | Animal Farm           | Fattoria degli animali          | 8 febbraio 2020   | 26 gennaio 2022 |
| 11 | Desserted             | Sfida per la cena               | 11 luglio 2020    | 26 gennaio 2022 |
| 11 | The Gifted            | Il regalo                       | 11 luglio 2020    | 26 gennaio 2022 |
| 12 | Time Crisis           | Crisi temporale                 | 18 luglio 2020    | 26 gennaio 2022 |
| 12 | Gramma Drive          | Nonna al volante                | 18 luglio 2020    | 26 gennaio 2022 |
| 13 | Tilly Style           | Lo stile di Tilly               | 25 luglio 2020    | 26 gennaio 2022 |
| 13 | I, Farmbot            | Io, fattorbot                   | 25 luglio 2020    | 26 gennaio 2022 |
| 14 | Friend Con            | Bill e gli amici                | 1 agosto 2020     | 26 gennaio 2022 |
| 14 | Flimflammed           | Cricket e gli affari            | 1 agosto 2020     | 26 gennaio 2022 |
| 15 | Greens' Acres         | La fattoria Green               | 8 agosto 2020     | 26 gennaio 2022 |
| 15 | Dolled Up             | Imbambolati                     | 8 agosto 2020     | 26 gennaio 2022 |
| 16 | Gabriella's Fella     | Un ragazzo per Gabriella        | 15 agosto 2020    | 26 gennaio 2022 |
| 16 | Cheap Show            | Risparmio a tutti i costi       | 15 agosto 2020    | 26 gennaio 2022 |
| 17 | Green Mirror          | I Green allo specchio           | 22 agosto 2020    | 26 gennaio 2022 |
| 17 | Cricket's Tickets     | I biglietti di Cricket          | 22 agosto 2020    | 26 gennaio 2022 |
| 18 | Times Circle          | Il circolo del tempo            | 29 agosto 2020    | 26 gennaio 2022 |
| 18 | Super Gramma!         | Super Nonna                     | 29 agosto 2020    | 26 gennaio 2022 |
| 19 | Present Tense         | Tempo di regali                 | 12 settembre 2020 | 26 gennaio 2022 |
| 19 | Hurt Bike             | Cricket e la sicurezza          | 12 settembre 2020 | 26 gennaio 2022 |
| 20 | Quiet Please          | Silenzio per favore             | 19 settembre 2020 | 26 gennaio 2022 |
| 20 | Chipwrecked           | La solita rivalità              | 19 settembre 2020 | 26 gennaio 2022 |
| 21 | Chipacolypse Now      | L'apocalisse di Chip            | 16 gennaio 2021   | 26 gennaio 2022 |
| 22 | Rent Control          | Controllo parentale             | 23 gennaio 2021   | 26 gennaio 2022 |
| 22 | Pool’s Gold           | La piscina migliore di Big City | 23 gennaio 2021   | 26 gennaio 2022 |
| 23 | Big Resolution        | Grandi propositi                | 30 gennaio 2021   | 26 gennaio 2022 |
| 23 | Winter Greens         | Inverno a casa Green            | 30 gennaio 2021   | 26 gennaio 2022 |
| 24 | Mages & Mazes         | Maghi e magheggi                | 6 febbraio 2021   | 26 gennaio 2022 |
| 24 | Okay Karaoke          | Ok Karaoke                      | 6 febbraio 2021   | 26 gennaio 2022 |
| 25 | Date Night            | Primo appuntamento              | 13 febbraio 2021  | 26 gennaio 2022 |
| 25 | The Room              | La camera                       | 13 febbraio 2021  | 26 gennaio 2022 |
| 26 | Bleeped               | Le parolacce                    | 6 marzo 2021      | 26 gennaio 2022 |
| 26 | Sellouts              | Il tutto esaurito               | 6 marzo 2021      | 26 gennaio 2022 |
| 27 | Fast Foodie           | Viva il fast food               | 13 marzo 2021     | 26 gennaio 2022 |
| 27 | Spaghetti Theory      | La teoria degli spaghetti       | 13 marzo 2021     | 26 gennaio 2022 |
| 28 | Ding Dongers          | Ding Dong                       | 20 marzo 2021     | 26 gennaio 2022 |
| 28 | Animation Abomination | Animazione abominevole          | 20 marzo 2021     | 26 gennaio 2022 |
| 29 | The Van               | Il furgone                      | 26 marzo 2021     | 26 gennaio 2022 |
| 29 | Bat Girl              | I Green e il baseball           | 26 marzo 2021     | 26 gennaio 2022 |
| 30 | Cousin Jilly          | La cugina Jinny                 | 3 aprile 2021     | 26 gennaio 2022 |
| 30 | Gloria's Café         | La caffetteria di Gloria        | 3 aprile 2021     | 26 gennaio 2022 |